# Orsonwelles ambersonorum
Orsonwelles ambersonorum là một loài nhện trong họ Linyphiidae.
Loài này thuộc chi Orsonwelles. Orsonwelles ambersonorum được Gustavo Hormiga miêu tả năm 2002.